# MacKenzie Bay
Die MacKenzie Bay ist eine kleine Bucht an der Küste des ostantarktischen Mac-Robertson-Lands. Sie ist eine Einbuchtung des westlichen Ausläufers des Amery-Schelfeises und liegt rund 30 km nordöstlich der Foley Promontory.
Teilnehmer der British Australian and New Zealand Antarctic Research Expedition (BANZARE, 1929–1931) unter der Leitung des australischen Polarforschers Douglas Mawson sichteten hier am 10. Februar 1931 eine sehr viel größere Bucht, deren Ausdehnung sie bei einem Überflug erkundeten. Sie gaben dieser Bucht den Namen MacKenzie Sea nach Kenneth Norman MacKenzie (1897–1951), Schiffsführer der RSS Discovery bei dieser Forschungsreise von 1930 bis 1931. Kalbende Eisberge des angrenzenden Schelfeises verringerten im Verlauf der Jahre zunehmend die Größe der Bucht, die im Jahr 1986 eine Breite von nur noch 24 km aufwies. Weitere Sichtungen erfolgten parallel zur BANZARE durch mehrere norwegische Walfänger, darunter die Seksern unter Kapitän Arnold Brunvoll (1898–1932) am 13. Januar 1931 sowie die Torlyn unter Kapitän Klarius Mikkelsen (1887–1941) am 13. Februar 1931. Die Benennung wurde der veränderten Größe des Objekts angepasst.